# Кобра водяна
Ко́бра водяна́ (Naja annulata) — отруйна змія з роду Справжні кобри родини Аспідові. Має 2 підвиди.

## Опис
Загальна довжина досягає 1,4—2,2, дуже зрідка 2,7 м. Тулуб щільний, голова невелика, маленькі очі. Позаду отруйних іклів на верхній щелепі розташовано кілька маленьких зубів. Забарвлення спини жовтувато-коричневого кольору з широкими чорними кільцями поперек тулуба.

## Спосіб життя
Полюбляє великі річки та озера. Активна здебільшого вдень, хоча може виходити зі своїх схованок й вночі. Гарно плаває та пирнає (до 10 хвилин й 25 м). Харчується майже виключно рибою, а також жабами, земноводними.
Отрута досить потужна.
Це яйцекладна змія.

## Розповсюдження
Мешкає від Камеруну й Габону до озер Танганьїка та Ньяса.

## Підвиди
- Naja annulata annulata
- Naja annulata stormsi